# 第四公民
《第四公民》（英語：Citizenfour）是一部2014年由蘿拉·柏翠絲執導的美國紀錄片，講述了愛德華·史諾登和稜鏡計劃。2014年10月10日於紐約影展首映，10月24日於美國上映。該片獲得第68屆英國電影學院獎最佳紀錄片以及第87屆奥斯卡金像獎最佳紀錄片。

## 背景
2013年1月，羅拉·柏翠絲收到一封來自一名陌生人的加密電郵，寄件人自稱Citizenfour（公民四）。他在電郵中提供了美國國家安全局和其他情報部門進行非法竊聽的內幕資料。在这时，柏翠絲正著手於一部講述九一一襲擊後美國各個監聽計劃的紀錄片，已为此奋斗數年。2013年6月，柏翠絲在調查記者葛倫·葛林華德及《衛報》情報新聞記者Ewen MacAskill的陪同下携攝影機前往香港。

## 主角介紹
愛德華·約瑟夫·斯諾登（英語：Edward Joseph Snowden，1983年6月21日—），前美國中央情報局（CIA）職員，美國國家安全局（NSA）外包技术員。因於2013年6月在香港将美国国家安全局关于稜鏡計劃监听项目的秘密文档披露给英国《卫报》和美国《华盛顿邮报》，遭到美國和英國的通缉。2013年6月23日，斯諾登離開香港前往莫斯科，俄羅斯聯邦給予他一年临时难民身份。2014年8月7日，斯諾登獲得俄聯邦三年的居留許可證。2017年1月，居留许可延长至2020年。2020年10月，俄罗斯联邦给予了斯诺登永久居留权。2022年9月26日，俄罗斯总统普京签署总统令，授予斯诺登俄罗斯公民身份。

## 稜鏡計畫
稜鏡計劃（英語：PRISM）是一项由美国国家安全局（NSA）自2007年开始实施的绝密级网络监控監聽計劃。該計劃的正式名稱為「US-984XN」。
根據報導，泄露的文件中描述PRISM計劃能夠對即時通訊和既存資料進行深度的監聽。許可的監聽對象包括任何在美國以外地區使用參與計劃公司服務的客戶，或是任何與國外人士通信的美國公民。國家安全局在PRISM計劃中可以獲得電子郵件、視訊和語音交谈、影片、照片、VoIP交談內容、檔案傳輸、登入通知的数据，以及社群網路細節，並透過各種聯網裝置，如智慧型手機、電子式手錶等各式聯網裝置對特定目標進行攻擊。綜合情報文件《总统每日简报》中在2012年中的1,477個計劃裡使用了來自稜鏡計劃的資料。
关于PRISM的报道，是在美國政府持續秘密要求威訊向國家安全局提供所有客戶每日電話記錄的消息曝光後不久出现的。洩露這些絕密文件的是國家安全局合約外包商員工愛德華·斯諾登，於2013年6月6日在英国《衛報》和美国《華盛頓郵報》公開。

### 歷史
PRISM的前身是小布什任內在九一一事件后的恐怖分子监听計劃（Terrorist Surveillance Program）。在當時這個計劃曾遭到广泛批评，且其合法性因未经過外国情报监控法庭（Foreign Intelligence Surveillance Court）批准而受到质疑，但之後的PRISM則得到了该法庭的授权令。在奥巴马任内，国家安全局持續运作PRISM。
PRISM計劃在2013年6月3日首次被《华盛顿邮报》和《卫报》對外揭露；两家媒体取得了與PRISM有關的秘密文档。这些文档指出，数家科技公司参与了PRISM計劃，包括（按加入项目的时间）微軟（2007年）、雅虎（2008年）、Google（2009年）、Facebook（2009年）、Paltalk（2009年）、YouTube（2010年）、Skype（2011年）、（2011年）以及蘋果公司（2012年）。此外，Dropbox也被指控「即将加入」這項計劃。
在泄露的秘密文档內的一页幻灯片中，顯示了两种数据来源：Upstream（另一个监听项目的代号）和PRISM。“Upstream”项目在承载互联网骨干通信内容的光缆上安装分光镜，复制其通信内容；PRISM则是从上述美国服务提供商的服务器直接進行收集。

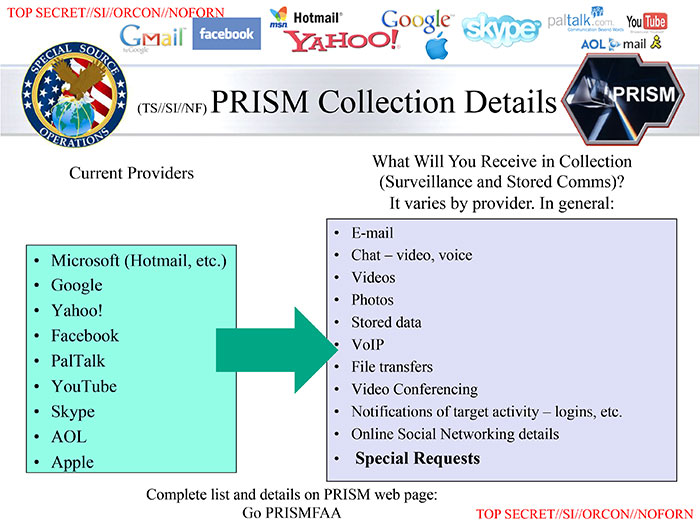
這張幻灯片显示了参与PRISM的公司及其提供的数据的类型

PRISM讓情报机构能对实时通信和存储在服务器上的信息进行深入监视。任何使用上述服務商的美國境外客戶及與國外人士通信的美国公民都是该計劃允許的監聽对象。国家安全局经由PRISM获得的数据包括电子邮件、视訊和语音交谈、视訊、照片、VoIP通话、文件传输、和社交网络上的詳細資訊。其中98%的PRISM結果是基于來自雅虎、Google和微軟提供的数据。2012年間的《总统每日简报》內共引用了1,477项來自PRISM的数据。
PRISM的年度花費约為2000萬美元。

## 阵容
- 爱德华·斯诺登
- 葛倫·葛林華德
- William Binney（英语：William Binney (U.S. intelligence official)）
- Jacob Appelbaum（英语：Jacob Appelbaum）
- Ewen MacAskill（英语：Ewen MacAskill）
- Laura Poitras
- 朱利安·阿桑奇
- 拉维毕特
- Jeremy Scahill（英语：Jeremy Scahill）

## 制作
2012年，柏翠絲已開始着手拍攝她的911三部曲的第三部影片，計劃在片中廣泛探討國內監聽，訪問了朱利安·阿桑奇、葛倫·葛林華德、William Binney和Jacob Appelbaum。斯諾登與葛林華德嘗試进行加密通訊失敗後，在2013年1月初次聯繫上柏翠絲。2013年5月下旬，柏翠絲飛往香港。2013年6月在香港Mira Hotel斯諾登的房间开始拍摄，為期八天。後來柏翠絲前往莫斯科，拍攝葛林華德第二次訪問斯諾登。

## 保安措施
據軍事作家Peter Maass等人所述，柏翠絲為這紀錄片採取多個保安措施。她在經歷了入境美國時反覆在邊關被扣留後，移居到德國柏林。她帶同史諾登的影片從香港直飛德國，在德國編輯影片，以防止FBI人員携搜查令現身搜她的幾個硬盤。所有影片片段都儲存在多重嵌套式防護的加密硬盤中。她用來閱讀機密文件的電腦與互聯網以網閘分隔。葛林華德稱讚她「有全套的專家知識，知道如何用完全的技術上和操作上的安全做這種新聞」。Maass評論道柏翠絲的保安技術「在這個政府監聽無孔不入的時代尤其重要，遠超出新聞界慣常做法」，又引述史諾登的話稱「今年事件揭發後，應該清楚記者和線人間通訊不設加密是罔顧後果，不可原諒」。
Mathilde Bonnefoy也討論到電影製作的加密流程，補充到「如果我們的談論是特別機密的，我們會把所有電子裝置移離房間，或者我們在編輯室外某處會面，不帶手提電話」。
為紐約電影節選擇電影的Film Society of Lincoln Center報導，柏翠絲數次更改為紐約電影節選片委員會初次放映影片的地點，因怕有人在追蹤她的行動。委員會觀看了影片的粗略剪輯，剪走了敏感資料片段，而紐約電影節「要為影片獲選一直保密至九月中」，影片「沒包括在日程表和各種文件中，直到我們可以公開談論這套影片為止」。影片在最後一刻加入電影節的主要項目中，這在紐約電影節從未有過先例，「影片兩場放映的票僅幾小時就已售罄」。
片尾致謝名單中少有地列出幾個自由軟體計劃和保安工具，沒有了這些軟體「影片不可能完成」。這些軟體包括Tor、Tails、Debian GNU/Linux、Off-the-Record Messaging、GNU Privacy Guard、TrueCrypt、SecureDrop。2014年10月，電子前哨基金會發表了關於片中致謝的軟體的一個資訊頁。

## 评价
《第四公民》收穫普遍正面的評價，爛番茄根據146條專業評論，獲得96%新鮮度，平均得分8.3/10。Metacritic上根據34家媒体，獲得综评88分，获得广泛赞誉。入选《华盛顿邮报》评选的年度十佳影片。被《时代杂志》评为年度十大佳片第八名。
爛番茄在2022年9月整理「有史以來最受好評的100部紀錄片」名單，本片排名第24名。

## 奖项
- 第35届伦敦影评人协会奖最佳纪录片
- 旧金山影评人协会最佳纪录片
- 第67届美国导演工会奖最佳纪录片导演
- 第19届卫星奖最佳纪录片
- 第68届英国电影学院奖最佳纪录片
- 第87届奥斯卡金像奖最佳纪录片